# Технологии защиты телефонных переговоров
Технологии защиты телефонных переговоров — методы и средства защиты, направленные на обеспечение конфиденциальности обмена информацией между абонентами. Контроль телефонных переговоров остается одним из наиболее распространенных видов промышленного шпионажа и действий преступных элементов. Причины просты — низкий уровень затрат и риск реализации угроз, необязательность захода в контролируемое помещение, разнообразие способов и мест съёма информации и пр. Контролировать телефонные разговоры можно на всем протяжении телефонной линии, а при использовании сотовой телефонной связи — во всей сотовой зоне. Учитывая нынешнюю стоимость информации, технологии и способы защиты телефонных переговоров будут стремительно развиваться и эволюционировать.

## Способы перехвата информации
Основой любой системы защиты информации, любого плана противодействий является знание угроз и степени их опасности. В настоящее время для передачи информации используют в основном КВ, УКВ, радиорелейные, тропосферные и космические каналы связи, а также кабельные и волоконно-оптические линии связи. В зависимости от вида каналов связи технические каналы перехвата информации можно разделить на электромагнитные, электрические и индукционные.

### Электромагнитный канал перехвата информации
Высокочастотные электромагнитные излучения передатчиков средств связи, модулированные информационным сигналом, могут перехватываться портативными средствами радиоразведки и передаваться в центр обработки для их обработки. Данный канал перехвата информации наиболее широко используется для прослушивания телефонных разговоров, ведущихся по радиотелефонам, сотовым телефонам или по спутниковым линиям связи.

### Электрический канал перехвата информации
Электрический канал перехвата информации, передаваемой по кабельным линиям связи, предполагает контактное подключение аппаратуры разведки к кабельным линиям связи. Самый простой способ — это непосредственное параллельное подключение к линии связи. Существенный минус этого способа — легкость обнаружения, так как приводит к изменению характеристик линии связи за счет падения напряжения. Исключить этот недостаток позволяет подключение через согласующее устройство, помогающее снизить падение напряжения, или через специальное устройство компенсации падения напряжения. В последнем случае аппаратура разведки и устройство компенсации падения напряжения включаются в линию связи последовательно, что существенно затрудняет обнаружение факта несанкционированного подключения к ней. Контактный способ используется в основном для снятия информации с коаксиальных и низкочастотных кабелей связи. Для кабелей, внутри которых поддерживается повышенное давление воздуха, применяются устройства, исключающие его снижение, в результате чего предотвращается срабатывание специальной сигнализации.

### Индукционный канал перехвата информации
В случае использования сигнальных устройств контроля целостности линии связи, её активного и реактивного сопротивления факт контактного подключения к ней аппаратуры разведки будет обнаружен. Поэтому спецслужбы наиболее часто используют индуктивный канал перехвата информации, не требующий контактного подключения к каналам связи. В данном канале используется эффект возникновения вокруг кабеля связи электромагнитного поля при прохождении по нему информационных электрических сигналов, которые перехватываются специальными индукционными датчиками. Индукционные датчики используются в основном для съёма информации с симметричных высокочастотных кабелей. Современные индукционные датчики способны снимать информацию с кабелей, защищенных не только изоляцией, но и двойной броней из стальной ленты и стальной проволоки, плотно обвивающих кабель. Для бесконтактного съёма информации с незащищенных телефонных линий связи могут использоваться специальные низкочастотные усилители, снабженные магнитными антеннами.

## Защита информации
Современные средства и методы защиты телефонных переговоров от перехвата показывают число угроз и разнообразие возможностей их реализации. В широком смысле можно выделить два способа противодействий:
- средства физической защиты информации, включающие в себя постановщики заградительных помех, нейтрализаторы, фильтры и средства физического поиска каналов утечки информации;
- средства смысловой (в частности, криптографической) защиты информации.

Большинство постановщиков заградительных помех предназначено для использования с проводными линиями телефонной связи (защита участка «телефонный аппарат — АТС»). Помеха создается, как правило, вне полосы речевого сигнала и превышает его номинальный уровень на несколько порядков. Наличие мощной помехи выводит из линейного режима все простейшие устройства контактного и бесконтактного подключения к телефонной линии (появляется шум в звуковом диапазоне, речь становится неразличима). В самом телефонном аппарате абонента зашумление нет благодаря предварительной пассивной высокочастотной фильтрации входного сигнала.
В отличие от постановщиков заградительных помех нейтрализаторы служат для создания необратимых и иногда обратимых изменений работоспособности устройств контактного несанкционированного подключения к телефонной линии. Принцип действия этих устройств прост: они создают на телефонной линии кратковременное высоковольтное (порядка 1500 вольт) напряжение, которое приводит в негодность устройства несанкционированного доступа.
Другие устройства работают по принципу преобразования речевого сигнала и обычно бывают выполнены в виде телефонных аппаратов, либо в виде приставок к ним. Пройдя всю линию в измененном (защищенном) виде, сигнал доходит до абонента, где преобразуется в узнаваемую речь. В этом случае методы прослушивания просто оказываются неэффективными, но приходится закупать соответствующую аппаратуру для каждого абонента, с кем требуется вести конфиденциальные переговоры. В настоящее время специалисты рассматривают криптографическую защиту телефонных переговоров как единственный метод, дающий гарантированную защиту телефонных разговоров. Важнейшей характеристикой аппаратуры для защиты переговоров является качество речи, достигаемое после засекречивающих преобразований. Качество речи зависит от сложности преобразований и от характеристик канала связи. Несмотря на множество различных характеристик и свойств аппаратуры для защиты переговоров, выбор конкретного её типа производится на основе той степени защищенности, которую она сможет обеспечить, и ценности той информации, которую нужно защитить. При этом существует правило, которое гласит, что затраты на защиту не должны превышать убытков от возможной потери информации.

## Приборы и устройства защиты телефонных переговоров

### Скремблеры
Скремблер — это устройство, которое осуществляет шифрование передаваемой по каналам связи речи. При скремблировании возможно преобразование речевого сигнала по следующим параметрам: амплитуде, частоте и времени. В системах подвижной радиосвязи практическое применение нашли в основном частотные, временные преобразования сигнала или их комбинация. Помехи в радиоканале существенно затрудняют точное восстановление амплитуды речевого сигнала, поэтому амплитудные преобразования при скремблировании практически не применяются. Достоинство скремблеров: защита осуществляется на всем протяжении линии связи, то есть в открытом виде информация передается только от скремблера к телефону, это расстояние ограничено длинной провода или радиусом действия Bluetooth.Недостатки скремблера: необходимость использования совместимого оборудования всеми абонентами, с которыми предполагается вести защищенные переговоры и потеря времени необходимая для синхронизации аппаратуры при установке безопасного соединения.
При частотных преобразованиях сигнала в средствах подвижной радиосвязи чаще всего используются следующие виды скремблирования:
- частотная инверсия сигнала (преобразование спектра сигнала с помощью гетеродина и фильтра);
- разбиение полосы частот речевого сигнала на несколько поддиапазонов и частотная инверсия спектра в каждом относительно средней частоты поддиапазона;
- разбиение полосы частоты речевого сигнала на несколько поддиапазонов и их частотные перестановки.

При временных преобразованиях производится разбиение сигнала на речевые сегменты и их перестановки во времени:
- инверсия по времени сегментов речи;
- временные перестановки сегментов речевого сигнала.

Комбинированные методы преобразования сигнала используют одновременно частотные и временные преобразования.
Скремблер присоединяется к телефону(по проводу или Bluetooth) и в выключенном состоянии никак себя не проявляет. Как только владелец аппарата включает его, как он тут же начинает принимать все сигналы, идущие с микрофона, шифровать их и только после этого отсылать на выход. Декодирование речи происходит в обратном порядке. Сигналы с антенны подаются в скремблер, а уже оттуда — на динамик. Таким образом, скремблер шифрует передаваемую речь и дешифрует принятый сигнал.

### Криптофоны
Криптофон — сравнительно новое устройство защиты телефонных разговоров. Криптофон представляет собой тот же смартфон, но на нем установлено специальное программное обеспечение. Принцип работы криптофона схож с со скремблером: сигнал с микрофона оцифровывается, затем кодируется и передается абоненту. Отличие состоит в способе шифрования. Для этого используют способы криптографической защиты. Современные криптофоны используют следующие алгоритмы шифрования: AES, Twofish и др. Основным достоинством криптофонов является их высокая безопасность благодаря устойчивым к взлому алгоритмам шифрования. Недостатки криптофонов:
- Необходимость наличия у обоих абонентов таких устройств;
- Неприятности, связанные с задержкой голоса (могут достигать нескольких секунд);
- Наличие эха во время разговора.

## Статья
Абалмазов Э. И. Новая технология защиты телефонных разговоров // Специальная техника. — 1998. — № 1.